# Malampa
Malampa est l'une des six provinces du Vanuatu définies en 1994. Son nom est composé des initiales des principales îles de la province : Malekula, Ambrym et Paama.
Elle est principalement constituée de l'île d'Ambrym, du groupe composé de Malekula, Akhamb, des îles Maskelynes et de Tomman, de Paama et Lopevi ainsi que d'une dizaine d'îles plus petites.
Sa population était de 36 727 habitants en 2009 pour une superficie de 2 808,41 km2.
Le centre administratif régional se situe à Lakatoro sur l'île de Malekula.